# 한국카메라박물관
한국카메라박물관은 경기도 과천시에 있는 카메라 기종 및 사진 관련을 전시하는 사립박물관이다.

## 소개
한국의 사진작가로 알려진 김종세가 카메라의 기종과 사진의 역사를 알리는 목적으로 서울 관악구 신림동에 처음으로 설립하였고 현재는 경기도 과천시 막계동 서울대공원 입구로 이전하였다. 한국 사진 및 카메라에 대한 인식을 높이고 사진문화와 역사를 알리는 목적에서 설립하였다. 

## 시설현황
기획전시관 
주전시관 : 사진 및 카메라 기종들을 전시하고 있다. 
부전시관 : 김종세 작가가 촬영하였던 사진들을 위주로 사진전을 전시하고 있다. 

## 이용안내
관람시간 : 오전 10시 ~ 오후 6시 
매주 일요일, 월요일, 명절 휴관

## 같이 보기
- 대한민국의 박물관과 미술관 목록